# Tipula (Acutipula) dahomiensis
Tipula (Acutipula) dahomiensis is een tweevleugelige uit de familie langpootmuggen (Tipulidae). De soort komt voor in het Afrotropisch gebied.